# Граф Ковентри

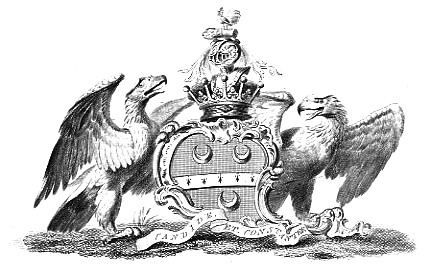
Герб графов Ковентри

Граф Ковентри — наследственный титул пэра Англии. В первый раз титул графа Ковентри был создан в 1623 году для Джорджа Вильерса, 1-го маркиза Бекингема (1592—1628). В том же году для него был создан титул герцога Бекингема. Вторично титул графа Ковентри был воссоздан в 1697 году для Томаса Ковентри, 5-го барона Ковентри (1629—1699).

## История

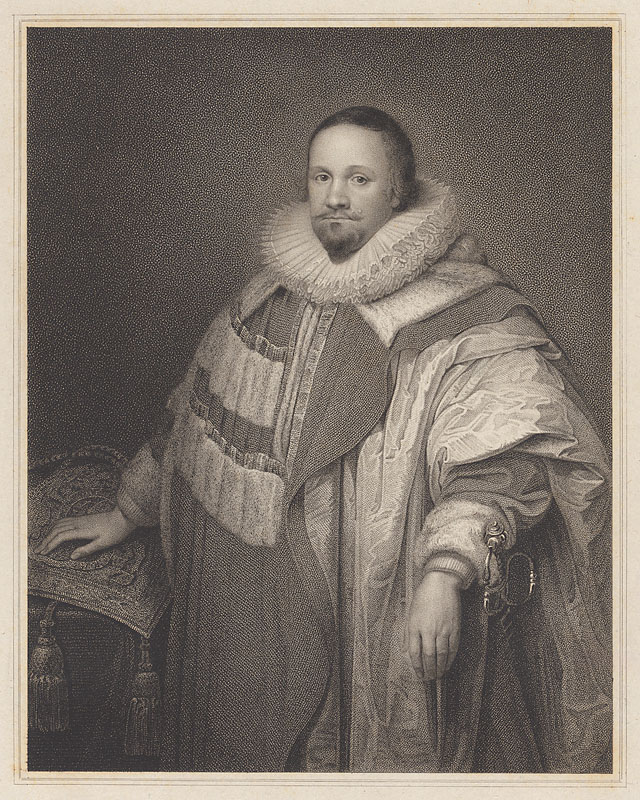
Томас Ковентри, 1-й барон Ковентри

Род Ковентри ведёт своё происхождение от Джона Ковентри, который занимал должность лорда-мэра Лондона в 1426 году. Его потомок сэр Томас Ковентри (1578—1640) был видным английским юристом и политиком. Он занимал должности генерального солиситора Англии и Уэльса (1617—1621), генерального атторнея Англии и Уэльса (1621—1625) и лорда-хранителя большой государственной печати (1625—1640). В 1628 году он получил титул барона Ковентри из Эйлесборо в графстве Вустершир, став пэром Англии. Ему наследовал сын от первого брака, Томас Ковентри (1606—1661), 2-й барон Ковентри. Он избирался в Палату общин от Дройтуича и Вустера.
Его старший сын, Томас Ковентри, 3-й барон Ковентри (1629—1680), был главой гражданской администрации (Custos rotulorum) графства Вустершир (1661—1680). Его сын, Джон Ковентри, 4-й барон Ковентри (1654—1687), умер неженатым. Ему наследовал его дядя, Томас Ковентри (ок. 1629—1699), младший сын 2-го барона Ковентри. Избирался в Палату общин от Дройтуича, Камелфорда и Уорвика. В 1697 году для него был создан титул виконта Дирхерста из Дирхерста (графство Глостер) и графа Ковентри. Все титулы принадлежат к пэрству Англии.

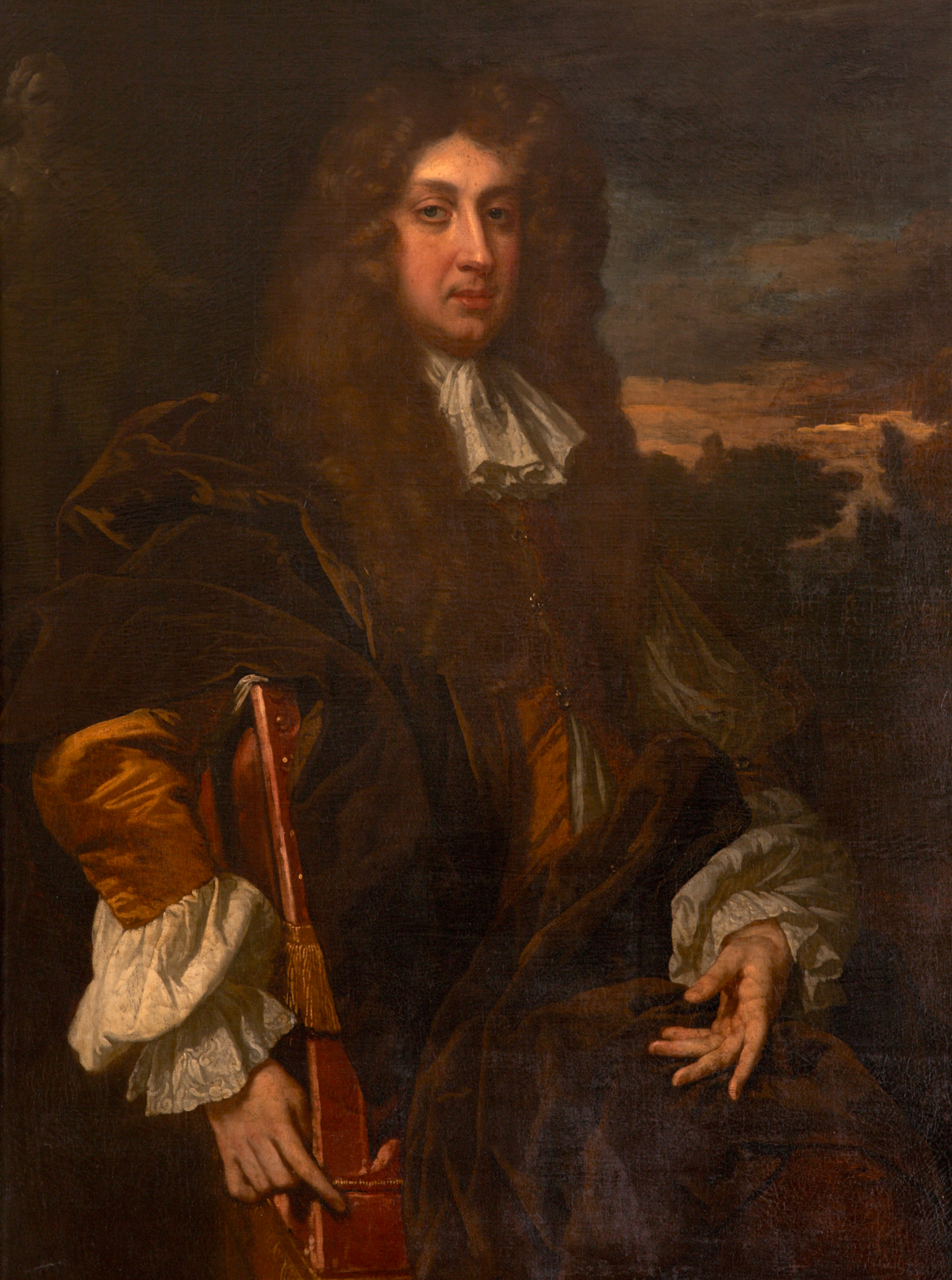
Джон Ковентри, 4-й барон Ковентри

Ему наследовал его старший сын, Томас Ковентри, 2-й граф Ковентри (ум. 1710). Он занимал должность главы гражданской администрации графства Вустершир (1699—1710). Его единственный сын Томас Ковентри, 3-й граф Ковентри (1702—1712), скончался в детском возрасте. В 1712 году новым графом стал его дядя, Гилберт Ковентри, 4-й граф Ковентри (ум. 1719). У него не было сыновей и после его смерти в 1719 году линия прямых потомков 1-го графа Ковентри пресеклась. Ему наследовал троюродный племянник Уильям Ковентри, 5-й граф Ковентри (1676—1751), сын Уолтера Ковентри и внук Уолтера Ковентри, младшего брата Томаса, 1-го барона Ковентри. Лорд Ковентри ранее заседал в Палате общин от Бридпорта (1708—1719) и служил лордом-лейтенантом графства Вустершир (1719—1751). Ему наследовал второй сын, Джордж Ковентри, 6-й граф Ковентри (1722—1809), который был депутатом Палаты общин от Бридпорта и Вустершира, а также служил лордом-лейтенантом Вустершира (1751—1808).

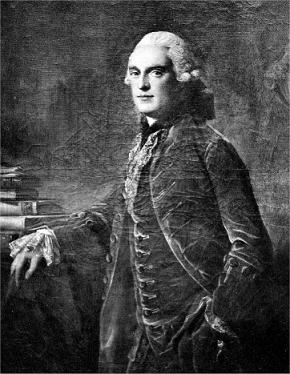
Джордж Уильям Ковентри, 6-й граф Ковентри

Его сын от первого брака, Джордж Ковентри, 7-й граф Ковентри (1758—1831), также был лордом-лейтенантом графства Вустершир. Ему наследовал старший сын, Джордж Ковентри, 8-й граф Ковентри (1784—1843). Он представлял Вустер в Палате общин Великобритании и служил лордом-лейтенантом Вустершира. В 1843 году титул унаследовал его внук Джордж Ковентри, 9-й граф Ковентри (1838—1930). Он был сыном Джорджа Уильяма Ковентри, виконта Дирхерста (1808—1838). Лорд Ковентри был консервативным политиком и занимал должности капитана Корпуса офицеров почётного эскорта (1877—1880, 1885—1886) и надсмотрщика охотничьих собак (Master of the Buckhounds) (1886—1892, 1895—1901). Он также занимал почетную должность лорда-лейтенанта Вустершира (1891—1923). Ему наследовал внук, Джордж Уильям Реджинальд Ковентри, 10-й граф Ковентри (1900—1940), сын Джорджа Уильяма Ковентри, виконта Дирхерста (1865—1927), старшего сына 9-го графа. Лорд Ковентри погиб в бою во Франции в 1940 году.
Ему наследовал его единственный сын, Джордж Уильям Ковентри, 11-й граф Ковентри (1934—2002), политик от консервативной партии. Несмотря на четыре брака, граф не оставил наследника титула. Его сын Эдвард, известный сёрфингист, умер в 1997 году при неясных обстоятельствах. В 2002 году графский титул унаследовал 89-летний двоюродный дядя, Фрэнсис Ковентри, 12-й граф Ковентри (1912—2004). Он был вторым и старшим из выживших сыновей полковника Чарльза Джона Ковентри (1867—1929), второго сына 9-го графа Ковентри. У него была одна дочь, но не было сыновей, которые могли бы унаследовать титул. В 2004 году ему наследовал дальний родственник, Джордж Уильям Ковентри, 13-й граф Ковентри (род. 1939). Он является четвертым и старшим из выживших сыновей Томаса Джорджа Ковентри (1885—1972), шестого (младшего) сына 9-го графа. В настоящее время лорд Ковентри проживает в Канаде.

## Другие члены рода
- Сэр Генри Ковентри (1618—1686), сын первого барона от второго брака, был членом Палаты общин от Дройтуича;
- Сэр Уильям Ковентри (ок. 1628—1686), сын первого барона от второго брака, представлял Грейт-Ярмут в Палате общин и являлся влиятельным политиком;
- Сэр Джон Ковентри (ок. 1636—1685), сын Джона Ковентри и внук 1-го барона Ковентри, заседал в Палате общин от Уэймута и Мелкомб-Реджиса (1667—1682);
- Томас Генри Ковентри, виконт Дирхерст (1721—1744), старший сын и наследник 5-го графа, кратко представлял Бридпорт в Палате общин (1742—1744).

Родовой резиденций графов Ковентри является Крум-корт, рядом с Першором с графстве Вустершир. Крум-корт являлся семейной резиденцией до 2007 года, когда он был продан Рейчел, графиней Ковентри, вдовой 11-го графа Ковентри, умершего в 2002 году. Парк в Крум-корте с 1996 года принадлежит Национальному фонду, но сам дом остается частной собственностью и в настоящее время принадлежит «Croome Heritage Trust». Национальный фон сейчас арендует дом и использует его для посещения публики.

## Бароны Ковентри (1628)
- 1628—1640: Томас Ковентри, 1-й барон Ковентри (1578 — 14 января 1640), сын сэра Томаса Ковентри (1547—1606) и Маргарет Джефрис;
- 1640—1661: Томас Ковентри, 2-й барон Ковентри (1606 — 27 октября 1661), сын предыдущего;
- 1661—1680: Джордж Ковентри, 3-й барон Ковентри (1628 — 15 декабря 1680), старший сын 2-го барона;
- 1680—1687: Джон Ковентри, 4-й барон Ковентри (2 сентября 1654 — 25 июля 1687), старший сын предыдущего;
- 1687—1699: Томас Ковентри, 5-й барон Ковентри (ок. 1629 — 15 июля 1699), младший сын Томаса Ковентри, 2-го барона Ковентри, с 1697 года — граф Ковентри.

## Графы Ковентри (1697)
- 1697—1699: Томас Ковентри, 1-й граф Ковентри (ок. 1629 — 15 июля 1699), младший сын Томаса Ковентри, 2-го барона Ковентри;
- 1699—1710: Томас Ковентри, 2-й граф Ковентри (ок. 1662 — август 1710), старший сын предыдущего от первого брака, женат на Энн Ковентри (1691—1788);
- 1710—1712: Томас Ковентри, 3-й граф Ковентри (7 апреля 1702 — 28 января 1712), единственный сын предыдущего;
- 1712—1719: Гилберт Ковентри, 4-й граф Ковентри (ок. 1668 — 27 октября 1719), младший сын Томаса Ковентри, 1-го графа Ковентри, женился на Энн Ковентри, вдове 2-го графа Ковентри;
- 1719—1751: Уильям Ковентри, 5-й граф Ковентри (ок. 1676 — 18 марта 1751), сын Уолтера Ковентри и потомок Уолтера Ковентри, младшего брата Томаса Ковентри, 1-го барона Ковентри;
- 1751—1809: Джордж Уильям Ковентри, 6-й граф Ковентри (26 апреля 1722 — 3 сентября 1809), второй сын предыдущего;
- 1809—1831: Джордж Уильям Ковентри, 7-й граф Ковентри (25 апреля 1758 — 26 марта 1831), сын предыдущего от первого брака;
- 1831—1843: Джордж Уильям Ковентри, 8-й граф Ковентри (16 октября 1784 — 15 мая 1843), старший сын предыдущего;
- 1843—1930: Джордж Уильям Ковентри, 9-й граф Ковентри (9 мая 1838 — 13 марта 1930), сын Джорджа Уильяма Ковентри, виконта Дирхарста, и внук 8-го графа Ковентри;
  - Джордж Уильям Ковентри, виконт Дирхерст (15 октября 1865 — 8 августа 1927), старший сын предыдущего;
- 1930—1940: Джордж Уильям Реджинальд Виктор Ковентри, 10-й граф Ковентри (10 сентября 1900 — май 1940), сын и преемник предыдущего;
- 1940—2002: Джордж Уильям Ковентри, 11-й граф Ковентри (25 февраля 1934 — 14 июня 2002), единственный сын предыдущего;
  - Эдвард Джордж Уильям Оскар Ковентри, виконт Дирхерст (24 октября 1957 — 4 октября 1997), единственный сын предыдущего;
- 2002—2004: Фрэнсис Генри Ковентри, 12-й граф Ковентри (27 сентября 1912 — 12 марта 2004), второй сын полковника Чарльза Джона Ковентри (1867—1929), внук 9-го графа Ковентри;
- 2004 — настоящее время: Джордж Уильям Ковентри, 13-й граф Ковентри (род. 5 октября 1939), старший сын Сесила Дика Блютта Ковентри (1905—1952) и потомок Джорджа Уильяма Ковентри, 7-го графа Ковентри;
- Наследник: Дэвид Дункан Шервуд Ковентри (род. 5 марта 1973), единственный сын Питера Гарольда Шервуда Ковентри (1941—1985), племянник предыдущего.